# Manuel Woldarsky
Manuel Mauricio Woldarsky González (Santiago de Chile, 11 de marzo de 1984) es un abogado y político chileno, miembro de la Convención Constitucional de Chile, en representación del distrito n° 10.

## Estudios
Estudió su enseñanza media en el Liceo de Aplicación del cual egresó en 2002. Luego ingresó a estudiar Derecho en la Universidad Academia de Humanismo Cristiano  carrera de la cual se tituló en 2016. Además cuenta con un diplomado en Derecho del Trabajo otorgado por la Pontificia Universidad Católica de Chile en 2019.

## Carrera política

### Activismo
Colabora en organizaciones de defensa de derechos humanos, derechos de los trabajadores y cliclistas. También, es director ejecutivo de la escuela de folklore «Fundación Huentelauquén».

### Convencional constituyente
Como integrante de la Convención Constitucional, formó parte de la Comisión de Derechos Humanos, Verdad Histórica y Bases para la Justicia, Reparación y Garantías de No Repetición, integrando la subcomisión de Audiencias y Comunicaciones junto a Constanza San Juan. El 15 de julio fue detenido junto a Alejandra Pérez por carabineros cuando participaban de una protesta pacífica en la Plaza de Armas de Santiago; la detención ocurrió aun cuando ambos, al ser convencionales constituyentes, poseen fuero.
El 1 de septiembre fue uno de los fundadores de «Pueblo Constituyente», agrupación de convencionales que renunciaron en masa a La Lista del Pueblo durante las semanas anteriores. Renunció a dicho grupo el 20 del mismo mes para incorporarse al grupo mixto de convencionales constituyentes independientes.

## Historial electoral

### Elecciones de convencionales constituyentes de 2021
- Elecciones de convencionales constituyentes de 2021, para convencional constituyente por el distrito 10 (La Granja, Macul, Ñuñoa, Providencia, San Joaquín, Santiago)[16]